# Morgan Gam
Morgan Gam († Februar 1241) war ein walisischer Lord von Afan, einer kleinen walisischen Herrschaft in Glamorgan.

## Herkunft
Morgan Gam war ein jüngerer Sohn von Morgan ap Caradog und vermutlich von Gwenllian, einer Tochter von Ifor Bach. Nach dem Tod seines älteren Bruders Leison wurde er 1213 Lord von Afan, das sich über das Hügelland zwischen River Afan und River Neath erstreckte. Als Oberhaupt der ältesten Linie der Nachfahren von Iestyn ap Gwrgan beanspruchte er die Oberherrschaft über die benachbarten walisischen Lords von Meisgyn und Glynrhondda.

## Leben
Sowohl Morgans Vater wie auch sein Bruder waren loyale Unterstützer des englischen Königs Johann Ohneland gewesen, nachdem dieser 1189 die Burg Newcastle an Morgan ap Caradog übergeben hatte. Nach dem Tod von Leison übertrug Johann die Burg jedoch nicht an dessen Bruder Morgan Gam, sondern übergab sie an seine erste, von ihm geschiedene Frau Isabel von Gloucester. Morgan Gam versuchte zeitlebens wieder in den Besitz der Burg zu kommen. Im Kampf gegen Gilbert de Clare, der 1217 Isabel von Gloucester beerbt hatte und somit als Lord von Glamorgan in den Besitz von Newcastle gekommen war,  wurde er von seinen Verwandten Morgan ab Owain aus Glynrhondda, der 1224 Margam Abbey überfiel, unterstützt. In den nächsten Jahren überfiel Morgan Gam weitere englische Siedlungen, darunter 1226 Laleston, St Nicholas und Newcastle. Dennoch konnte er seine Ansprüche nicht durchsetzen, doch erhielt er zunehmend Unterstützung von Fürst Llywelyn ab Iorwerth von Gwynedd, der seinen Einfluss in Glamorgan ausweiten wollte. 1228 unternahm Gilbert de Clare deshalb einen Feldzug ins Bergland von Glamorgan, bei dem er Morgan Gam gefangen nehmen konnte. Er brachte ihn ins ostenglische Clare Castle und ließ ihn erst 1229 gegen die Stellung von Geiseln wieder frei. Nach seiner Freilassung verbündete sich Morgan Gam wieder mit Llywelyn ap Iorwerth und zerstörte im folgenden Englisch-Walisischen Krieg 1231 Neath Castle. Im folgenden Jahr griff er Burg und Siedlung Kenfig an, scheiterte jedoch an der Eroberung des Keeps der Burg. 1233 unterstützte er zusammen mit Llywelyn ap Iorwerth die vergebliche Rebellion von Richard Marshal, 3. Earl of Pembroke gegen den englischen König Heinrich III. Mit Unterstützung der anglonormannischen Lords von Glamorgan hatte Richard Marshal während dieser Rebellion Glamorgan besetzt, was zu der ungewöhnlichen Situation führte, dass Morgan Gam und die anderen walisischen Lords von Glamorgan Verbündete der Anglonormannen wurden. Marshal versprach den Walisern zur Belohnung Teile von Glamorgan. Als die Rebellion scheiterte, verlangte Richard Siward, der neue Verwalter von Glamorgan, diese Gebiete zurück. Morgan Gam weigerte sich, diese Gebiete zurückzugeben, bis Llywelyn ab Iorwerth selbst von Morgan Gam verlangte, die Gebiete zurückzugeben.

## Familie und Nachkommen
Morgan Gam war zweimal verheiratet, in erster Ehe mit Janes ferch Elidyr Ddu und in zweiter Ehe mit Ellen, Tochter von Gronw ap Einion. Er hatte mindestens drei Söhne, darunter
- Lleision († vor 1262)
- Morgan Fychan († 1288)

Er wurde in Margam Abbey begraben. Sein Erbe wurde zunächst sein Sohn Lleision, nach dessen Tod sein jüngerer Sohn Morgan Fychan.